# 斯坦尼斯劳斯国家森林
斯坦尼斯劳斯国家森林（英語：Stanislaus National Forest）是一座美国国家森林，占地面积898,099英畝（1,403.3平方英里；3,634.5平方），分布在美国加利福尼亚州北部內華達山脈之中。森林于1897年2月22日设立，是美国最早设立的国家森林之一。森林名自斯坦尼斯劳斯河。